# Arnaud Bodart
Arnaud Bodart (ur. 11 marca 1998 w Seraing) – belgijski piłkarz grający na pozycji bramkarza. Jest wychowankiem klubu Standard Liège. Jest bratankiem byłego bramkarza reprezentacji Belgii, Gilberta Bodarta.

## Kariera piłkarska
Swoją karierę piłkarską Bodart rozpoczął w 2006 roku w juniorach Standardu Liège. W 2017 roku awansował do kadry pierwszej drużyny Standardu. 16 maja 2017 zaliczył w nim debiut ligowy w wygranym 3:1 wyjazdowym meczu z Waasland-Beveren. W sezonie 2019/2020 stał się podstawowym bramkarzem Standardu. W kwietniu 2021 wystąpił w barwach Standardu w przegranym 1:2 finale Pucharu Belgii z KRC Genk.
| Sezon   | Klub           | Kraj   | Rozgrywki       | Mecze | Gole |
| ------- | -------------- | ------ | --------------- | ----- | ---- |
| 2017/18 | Standard Liège | Belgia | Eerste klasse A | 2     | 0    |
| 2017/18 | Standard Liège | Belgia | Eerste klasse A | 0     | 0    |
| 2018/19 | Standard Liège | Belgia | Eerste klasse A | 0     | 0    |
| 2019/20 | Standard Liège | Belgia | Eerste klasse A | 29    | 0    |
| 2020/21 | Standard Liège | Belgia | Eerste klasse A | 37    | 1    |

## Kariera reprezentacyjna
Bodart występował w młodzieżowych reprezentacjach Belgii na szczeblach U-17, U-18 i U-21.